# Jellema Hogere Bouwkunde
Jellema Hogere Bouwkunde is een serie onderwijsboeken in drie reeksen voor de bouwkunde, uitgegeven door Uitgeverij ThiemeMeulenhoff. 
De serie is in Nederland sinds 1941 in gebruik in het technisch onderwijs door HBO-studenten bouwkunde.

## Series
De serie bestaat uit 14 boeken in drie verschillende reeksen als volgt:
- Inleiding: Bouwnijverheid: Een compleet overzicht van de bouwwereld, inclusief organisatievormen, visies en de rol van de opdrachtgevers en overheden.
- Reeks 1: Bouwtechniek: De constructieve opbouw van de bouwdelen, de afwerkingstechnieken en de installaties.
- Reeks 2: Bouwmethoden: Over de Nederlandse methoden voor woning- en utiliteitsbouw, prestatie-eisen en de constructie- en materiaalkeuze.
- Reeks 3: Bouwproces: Alle noodzakelijke informatie over de fasen in de totstandkoming van gebouwen. Ruim aandacht voor beheer en onderhoud.

De reeksen zijn verdeeld in de volgende boeken:
- 1 Inleiding

Reeks 1: Bouwtechniek
- 2 Onderbouw
- 3 Draagstructuur
- 4 Omhulling A  prestatie-eisen / daken | B gevels | C gevelopeningen
- 5 Afbouw
- 6 Installaties A  elektrotechnisch en sanitair | B  werktuigbouwkundig en gas | C  liften en roltrappen

Reeks 2: Bouwmethoden
- 7 Bouwmethodiek
- 8 Woningbouw
- 9 Utiliteitsbouw

Reeks 3: Bouwproces
- 10 Ontwerpen
- 11 Contracteren
- 12A Uitvoeren  - de techniek
- 12B Uitvoeren  - de organisatie
- 13 Beheren (tot en met derde druk) | Asset- en onderhoudsmanagement vastgoed (vanaf vierde druk juni 2016)

De compleetheid van de gehele reeks is er voor verantwoordelijk dat veel disciplines in de bouw met deze reeks heeft leren werken. Architecten, constructeurs, aannemers, uitvoerders en bouwprocesmanagers.
In het najaar van 2011 verscheen de 3e druk. Op 27 juni 2016 verscheen de 4e druk.